# Car Masters: Rust to Riches
Del desguace a la gloria es una serie de televisión que inició en el 2018 en Netflix. La premisa gira en torno al equipo de Gotham Garage, que ha construido varios accesorios para estudios de cine y programas de televisión a lo largo de los años. El grupo, es liderado por Mark Towle, el le da a los autos clásicos cambios de imagen modernos en un intento de elevar su valor y, en última instancia, obtener grandes ganancias para la compañía. Cada episodio ocupa un proyecto único.
La primera temporada de Car Masters: Rust to Riches que consta de ocho episodios se lanzó el 14 de septiembre de 2018.
- Datos: Q56706404